# Макријамос
Макријамос (грч. Μακρυάμμος) је приморско насељено место на острву  Тасос у периферији Источна Македонија и Тракија, Грчка. Према попису из 2021. године било је 13 становника.
Насеље се први пит помиње на попису из 1971. године са девет становника. Подигнуто је код старе манастирске цркве Светог архангела Михаила.